# Тринадцатая поправка к Конституции США

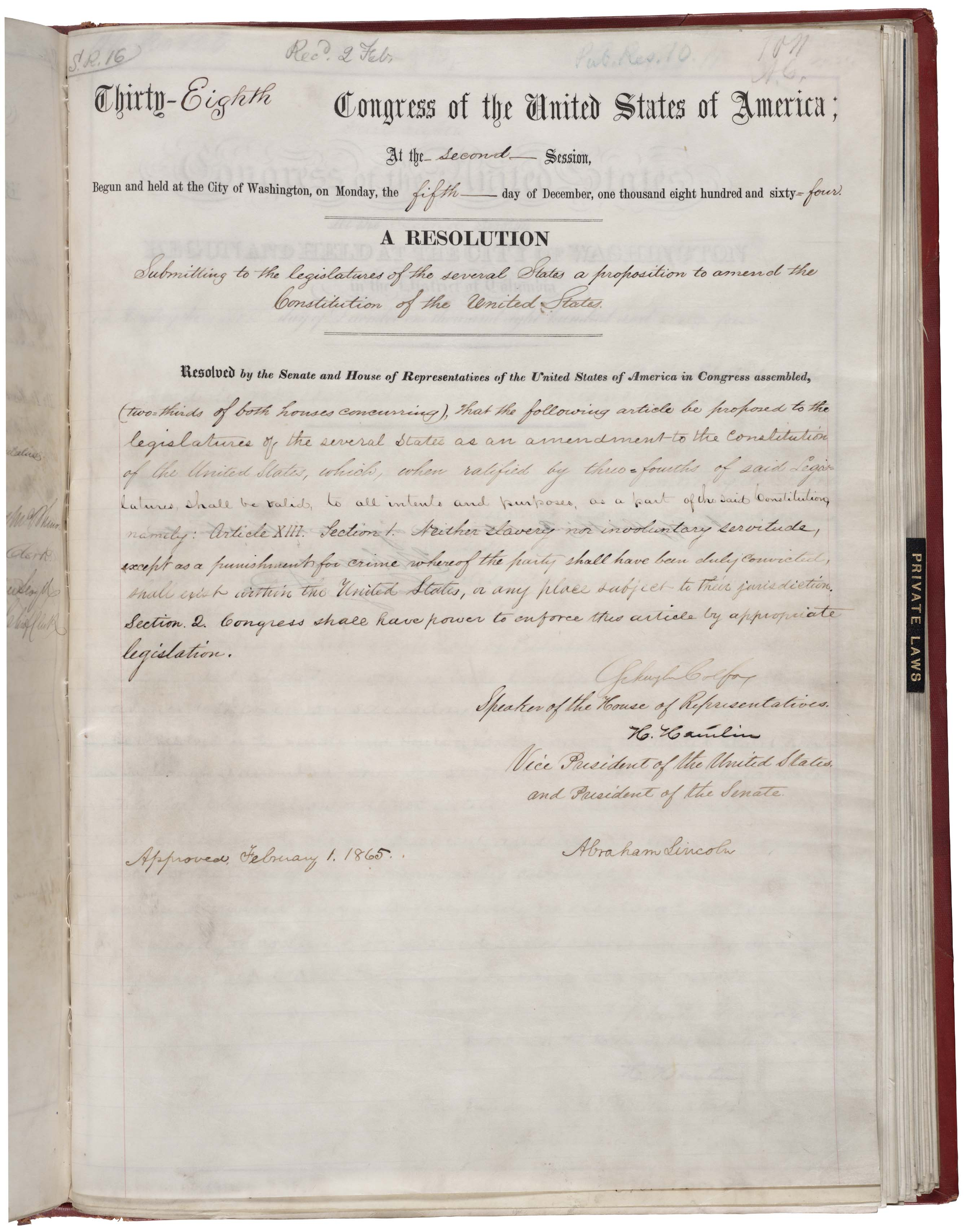
Официальный текст 13-й поправки

Тринадцатая поправка к Конституции США запрещает рабство и принудительный труд на территориях под юрисдикцией США, за исключением наказания за преступление. Поправка была принята Конгрессом во время Гражданской войны, 31 января 1865 года, ратифицирована необходимым количеством штатов 6 декабря 1865 года, вступила в силу 18 декабря 1865 года, в частности, был изменён и раздел 2 статьи IV, которым ранее запрещалось содействовать побегу рабов. С предыдущей, 12-й поправки, принятой в 1804 году, прошло более 60 лет.
Интересно, что поправка была ратифицирована 27 штатами в течение 1865 года, чего было достаточно для её принятия, однако некоторые штаты ратифицировали поправку более 100 лет спустя: так, в штате Кентукки поправка была ратифицирована лишь в 1976 году (в 1865 году в Кентукки ратификация не прошла), а Миссисипи — юридически оформлена в 2013 году. Ратификация штатом Миссисипи в 1995 году не была официально подана Архивисту США по неизвестным причинам. Ратификация была направлена в Федеральный реестр США 30 января 2013 года, а 7 февраля 2013 года директор Федерального реестра подтвердил получение документа и что он был официальным.

## Текст
Раздел 1.
Ни рабство, ни принудительный труд, кроме как наказание за преступление, за совершение которого сторона должна быть должным образом осуждена, не должны существовать в Соединённых Штатах или в любом другом месте, находящемся под их юрисдикцией.
Раздел 2.
Конгресс имеет право обеспечить выполнение данной статьи соответствующим законодательством.
Оригинальный текст (англ.)Section 1. Neither slavery nor involuntary servitude, except as a punishment for crime whereof the party shall have been duly convicted, shall exist within the United States, or any place subject to their jurisdiction.

Section 2. Congress shall have power to enforce this article by appropriate legislation.
— 

## Значение
Поправка создала конституционную основу для аренды заключённых. Фермеры и бизнесмены должны были найти замену рабочей силе после того, как их рабы были освобождены. Некоторые южные законодательные органы приняли Чёрные кодексы, чтобы ограничить свободное передвижение черных и заставить их работать на белых. Например, в нескольких штатах чернокожим мужчинам было запрещено менять работу без разрешения своего работодателя. В случае признания виновным в бродяжничестве чернокожего могли заключить в тюрьму, они также получали приговоры за различные мелкие правонарушения, иногда выдуманные. Штаты начали сдавать в аренду рабочую силу заключённых на плантации и другие объекты, нуждающиеся в рабочих руках, поскольку освобождённые рабы пытались уйти и работать на себя. Это предоставило штатам новый источник доходов в те годы, когда они были в затруднительном финансовом положении, а арендаторы получали прибыль от использования принудительного труда по ставкам ниже рыночных.
Доходная практика использования рабского труда заключённых создала стимулы для штатов и округов привлекать к суду афроамериканцев, помогая увеличивать количество заключённых на юге, которые после Гражданской войны стали преимущественно афроамериканцами. В Теннесси они составляли 33 % контингента главной тюрьмы в Нэшвилле на 1 октября 1865 года, но к 29 ноября 1867 года их количество возросло до 58,3 %, к 1869-му до 64 %, а в период с 1877 по 1879 год достигло рекордного уровня в 67 %.
Писатель Дуглас А. Блэкмон так описал эту систему: «Это была форма кабалы, явно отличавшаяся от рабства довоенного Юга тем, что для большинства мужчин и сравнительно небольшого числа женщин, втянутых в него, это рабство не длилось всю жизнь и не длилось автоматически, переходя от одного поколения к другому. Но, тем не менее, это было рабство — система, в которой армии свободных людей, не виновных в совершении каких-либо преступлений и имеющих право на свободу по закону, были вынуждены работать без компенсации, неоднократно покупались и продавались и были вынуждены выполнять приказы белых господ через регулярное применение чрезвычайного физического принуждения».